# Мистецтво Бутану
Мистецтво Бутану схоже з тибетським мистецтвом. Обидва базуються на тибетському буддизмі, з його пантеоном різних божественних істот.
Головні напрями буддизму в Бутані — це Друкпа Каг'ю і Ньїнгма. Перший є гілкою школи Каг'ю і відомий картинами, що відобразили покоління буддійських вчителів і 70-ти Дже Кхемпо. Напрямок Ньїнгма відомий зображеннями Падмасамбхави, якого пов'язують із введенням буддизму в Бутані в VII столітті. Згідно з легендою, Падмасамбхава сховав священні скарби, щоб майбутні майстри буддизму знайшли їх. Шукачі скарбів (тертони) часто зустрічаються як герої мистецтва Ньїнгма.
Кожній божественній істоті відведені спеціальні форми, кольори, а також предмети, що служать розпізнавальними знаками цих істот: лотос, раковина, блискавка, чаша для милостині. Всі ці священні зображення зроблено згідно зі строгими канонами, що залишалися незмінними цілі століття.
Мистецтво Бутану особливо багате на бронзові вироби різних видів, які відомі під загальною назвою Кам-со («зроблені в Камі»), навіть якщо вони створені в самому Бутані, бо техніка їх виготовлення спочатку привнесена сюди зі східної частини Тибету під назвою Кам. Настінний живопис і скульптура в цьому регіоні відображають головні і нестаріючі принципи даних видів буддійського мистецтва. Хоча їх увага до деталей йде від тибетських зразків, джерела їх можуть бути визначені без сумніву, незважаючи на багато вишитий одяг і яскраві прикраси, якими щедро вкриті ці фігури. У химерному світі демонів художники, ймовірно, мали більше свободи в діях, ніж при створенні зображень божественних істот.

## Традиційні ремесла Бутану
У Бутані традиційні ремесла відомі як цоріг чусум (англ. zorig chusum). Ці практики розвивалися поступово протягом століть, часто передаючись із роду в рід, поки не ставали особливими ремеслами. У цих традиційних ремеслах містяться знання та навички, накопичені за час розвитку. Великий тертон 15 століття Пема Лінгпа традиційно пов'язується із зародженням мистецтв в Бутані. У 1680 році Шабдрунг Нгаванг Намґ'ял заснував школу з навчання 13-ти традиційним мистецтвам. Хоча ремесла виникли набагато раніше, але за легендою цоріг чусум були вперше офіційно впорядковані під час правління Г'ялце Тензін Рабджі (1680–1694). У число цих 13-ти традиційних ремесел входять:

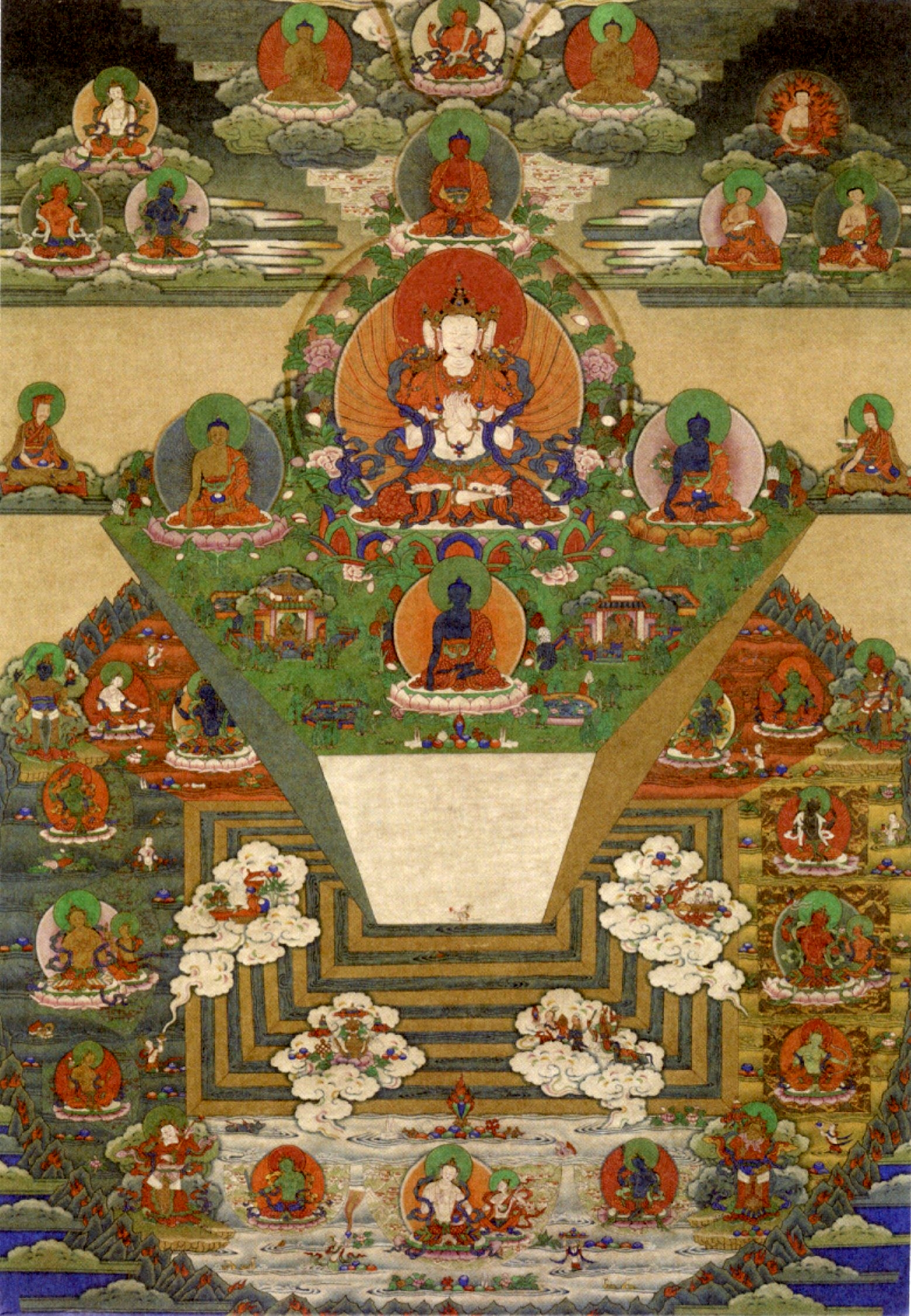
Танка c зображенням гори Меру і всесвіту згідно з буддійською космологією. Тронгса-дзонг, Бутан

- Децо — виготовлення паперу. Папір робили з вовчих ягід і виділень квіскваліса індійського.
- Доцо — роботи з каменем. Вони використовувалися при створенні зовнішніх стін дзонгів, ґомпа, ступ та деяких інших будівель.
- Ґарцо — ковальська справа. Виготовлялися предмети із заліза, такі як сільськогосподарські знаряддя, ножі, мечі і різне начиння.
- Джінцо — гончарство. Випускалися релігійні статуї і ритуальні предмети, кераміка, майстри брали участь в спорудженні будівель.
- Лхацо — живопис. Створювалося все — від танка, настінного живопису і статуй до прикрас на меблях і віконних рамах.
- Луґцо — відливання бронзових виробів. Створювалися статуї, дзвіночки, ритуальні інструменти, ювелірні вироби і предмети домашнього ужитку.
- Парцо — різьба по дереву, каменю і сланцю. Виготовлялися друкувальні механізми для релігійних текстів, маски, меблі, вівтарі і сланцеві зображення, що прикрашали багато джерел і вівтарі.
- Шаґцо — точіння по дереву. Створювалися різні чаші, блюда, кубки та інші ємності.
- Шінгцо — теслярство. Застосовувалося при будівництві дзонгів і ґомпа.
- Таґцо — ткацтво. Ткалася одна з найскладніших для виробництва тканина в Азії.
- Троцо — ремесло ювелірів. Із золота, срібла і міді робили ювелірні вироби, ритуальні речі та предмети домашнього ужитку.
- Тшацо — роботи з бамбуком і очеретом. Виготовлялися такі різні речі як стріли, луки, кошики, посуд, музичні інструменти, огорожі та циновки.
- Тшемацо — рукоділля. За допомогою голки і ниток створювався одяг та взуття, а також найскладніші танка.

## Характеристики бутанського мистецтва
Багато предметів для повсякденного використання виробляється в Бутані так само, як і сотні років тому. Традиційні ремесла передаються від покоління до покоління. Бутанські ремісники є досвідченими майстрами у поводженні з самими різними матеріалами: деревом, каменем, металом, глиною та іншими. Так, з дерева роблять різні кухлі й тарелі, деякі з яких покриваються сріблом. Елегантні і міцні плетені з бамбука кошики, рогожі, капелюхи і сагайдаки знаходять як практичне, так і чисто декоративне застосування. Папір робиться ручним способом з кори дерева так, як його виробляли століття тому.
Кожен регіон має свою спеціалізацію: шовк-сирець йде зі східного Бутану, парча з Лхунце, вовняні вироби з Бумтанга, бамбукові вироби від кхенгів, дерев'яні з Трашіянгце, золоті та срібні з Тхімпху, продукція з вовни яків — з півночі чи з Чорних гір.